# Тернопільський енциклопедичний словник
Терно́пільський Енциклопеди́чний Словни́к — регіональна енциклопедія, яка містить відомості про історію, географію, культуру, економіку, адміністративний устрій Тернополя і Тернопільської області.

## Історія створення
Як зазначається у передмові до першого тому енциклопедії, ТЕС створювалася за зразком Енциклопедії сучасної України, з редакційною колегією якої окремі автори тісно співпрацюють.

## Томи
Складається з чотирьох томів:
- перший том — А — Й. — 2004. — 696 с.
- другий том — К — О. — 2005. — 706 с.
- третій том — П — Я. — 2008. — 708 с.
- четвертий (додатковий) том  — 2010. Налічує 788 сторінок, із них 771 сторінка містить понад 5500 статей, решта — майже 500 статей — є доповненнями та уточненнями як до попередніх трьох томів, так і до цього ж, четвертого.

## Редакційно-видавнича група
- Петро Гуцал (1-й том)
- Ірина Дем'янова
- Ганна Івахів (3-й том)
- Богдан Мельничук
- Христина Мельничук (1-й, 2-й том)
- Оксана Острожинська (3-й том)
- Богдан Петраш (3-й том)
- Віктор Уніят
- Володимир Фроленков (2-й том)
- Ірина Федечко (2-й, 3-й том)
- Лариса Щербак

## Автори статей
- Ірина Бай
- Володимир Барна
- Юрій Болюх
- Надія Волинець
- Єфрем Гасай
- Богдан Головин
- Антон Гриб
- Леонід Грищук
- Георгій Гунтік
- Петро Гуцал
- Петро Медведик
- Марія Євгеньєва
- Василь Кітура
- Степан Колодницький
- Микола Кривецький
- Григорій Кушнерик
- Левко Легкий
- Юрій Малєєв
- Михайло Маслій
- Роман Мацелюх
- Наталія Мшанецька
- Ігор Олещук
- Василь Олійник
- Михайло Ониськів
- Ярослав Павлів
- Богдан Пиндус
- Іван Потій
- Ігор П'ятківський
- Богдан Савак
- Йосип Свинко
- Мирослав Сивий
- Богдан Синенький
- Галина Синиця
- Олег Смоляк
- Володимир Сушкевич
- Марія Ткаченко
- Сергій Ткачов
- Тамара Удіна
- Богдан Хаварівський
- Надія Халупа
- Володимир Ханас
- Остап Черемшинський
- Гаврило Чернихівський
- Петро Шимків
- Лариса Щербак
- Геннадій Яворський